# Константинос Пулос
Константинос Д. Пулос, известен като капитан Платанос (на гръцки: Κωνσταντίνος Δ. Πούλος, καπετάν Πλάτανος), е гръцки офицер, младши лейтенант и андартски капитан, деец на гръцката въоръжена пропаганда в Македония.

## Биография
Константинос Пулос е роден в Платанос, Гърция. Включва в гръцката въоръжена пропаганда в Македония. Като младши лейтенант действа предимно в Костенарията в 1905 и 1906 година. На 20 декември/2 януари 1905/06 четите на Андонис Влахакис, Лукас Кокинос и Константинос Пулос нападат село Езерец, като изгарят две къщи и убиват няколко души от селската милиция. На 1/14 януари съединените чети на Лицас и Лукас отново нападат Езерец, но андартите са отблъснати от четата на Митре Влаха и селската милиция, като дават осем убити и един ранен.
Участва в Балканската война и загива при Сражението при Сарандапоро.